# Rakovice (Písek)
Rakovice é uma comuna checa localizada na região da Boêmia do Sul, distrito de Písek.